# 上田俊二
上田 俊二（うえだ しゅんじ、1918年12月21日- 没年不明 ）は、日本の経営者。ニチメン社長、会長を務めた。

## 来歴・人物
大阪府出身。1942年に大阪商科大学を卒業し、同年に日本綿花に入社。1963年5月に取締役に就任し、常務、専務を経て、1974年5月に副社長に就任し、1977年4月に社長に昇格し、1985年4月に会長に就任し、1989年6月から相談役を務めた。
1979年4月に藍綬褒章を受章し、1984年3月にパキスタンからシタラ・イ・パキスタンを受章。1990年4月には勲二等瑞宝章を受章した。